# Corydalis schusteriana
Corydalis schusteriana är en vallmoväxtart som beskrevs av Friedrich Karl Georg Fedde. Corydalis schusteriana ingår i släktet nunneörter, och familjen vallmoväxter. Inga underarter finns listade i Catalogue of Life.